# Big South Conference (pallavolo)
La Big South Conference è una delle 32 conference di pallavolo femminile affiliate alla NCAA Division I, la squadra vincitrice accede di diritto al torneo NCAA.

## Membri

| Squadra             | Sede             | Stato             | Fondazione | Soprannome       | Affiliazione |
| ------------------- | ---------------- | ----------------- | ---------- | ---------------- | ------------ |
| Charleston Southern | North Charleston | Carolina del Sud  | 1979       | Buccaneers       | 1986         |
| Gardner-Webb        | Boiling Springs  | Carolina del Nord | 1994       | Runnin' Bulldogs | 2008         |
| High Point          | High Point       | Carolina del Nord | 1973       | Panthers         | 1999         |
| Presbyterian        | Clinton          | Carolina del Sud  | 2007       | Blue Hose        | 2008         |
| Radford             | Radford          | Virginia          | 1972       | Highlanders      | 1986         |
| UNC Asheville       | Asheville        | Carolina del Nord | 1980       | Bulldogs         | 1986         |
| USC Upstate         | Spartanburg      | Carolina del Sud  | 1975       | Spartans         | 2018         |
| Winthrop            | Rock Hill        | Carolina del Sud  | 1971       | Eagles           | 1986         |

### Ex membri
| Squadra                  | Ingresso | Uscita |
| ------------------------ | -------- | ------ |
| Armstrong State          | 1986     | 1986   |
| Augusta                  | 1986     | 1990   |
| Coastal Carolina         | 1986     | 2015   |
| Davidson                 | 1990     | 1991   |
| Liberty                  | 1991     | 2017   |
| Towson                   | 1992     | 1994   |
| UNC Greensboro           | 1992     | 1996   |
| UM Baltimore County      | 1992     | 1997   |
| Elon                     | 1999     | 2002   |
| Birmingham-Southern      | 2003     | 2006   |
| Hampton                  | 2018     | 2021   |
| North Carolina A&T State | 2021     | 2021   |
| Campbell                 | 2011     | 2022   |

## Arene
| Squadra             | Arene                               | Capacità |
| ------------------- | ----------------------------------- | -------- |
| Charleston Southern | Buccaneer Field House               | 881      |
| Gardner-Webb        | Paul Porter Arena                   | 3500     |
| High Point          | Millis Athletic Convocation Center  | 1500     |
| UNC Asheville       | Justice Center                      | 1100     |
| Presbyterian        | Templeton Physical Education Center | 2300     |
| Radford             | Dedmon Center                       | 3200     |
| USC Upstate         | G. B. Hodge Center                  | 878      |
| Winthrop            | Winthrop Coliseum                   | 6100     |

## Albo d'oro
| Anno          | Podio               | Podio               | Podio               |
| Campione      | Seconda             | Terza               |                     |
| ------------- | ------------------- | ------------------- | ------------------- |
| 1986 Dettagli | Charleston Southern | Radford             | -                   |
| 1987 Dettagli | Radford             | Winthrop            | -                   |
| 1988 Dettagli | Charleston Southern | Winthrop            | -                   |
| 1989 Dettagli | Charleston Southern | Campbell            | -                   |
| 1990 Dettagli | Radford             | Davidson            | -                   |
| 1991 Dettagli | UNC Asheville       | Davidson            | -                   |
| 1992 Dettagli | UNC Asheville       | Liberty             | -                   |
| 1993 Dettagli | Radford             | Towson State        | -                   |
| 1994 Dettagli | Towson State        | UNC Greensboro      | -                   |
| 1995 Dettagli | UM Baltimore County | UNC Greensboro      | -                   |
| 1996 Dettagli | Coastal Carolina    | UM Baltimore County | -                   |
| 1997 Dettagli | Liberty             | UM Baltimore County | -                   |
| 1998 Dettagli | Coastal Carolina    | Liberty             | -                   |
| 1999 Dettagli | Liberty             | Radford             | -                   |
| 2000 Dettagli | Radford             | Winthrop            | -                   |
| 2001 Dettagli | Liberty             | Radford             | -                   |
| 2002 Dettagli | Winthrop            | Liberty             | -                   |
| 2003 Dettagli | Winthrop            | UNC Asheville       | -                   |
| 2004 Dettagli | Winthrop            | Coastal Carolina    | -                   |
| 2005 Dettagli | Winthrop            | UNC Asheville       | -                   |
| 2006 Dettagli | Winthrop            | UNC Asheville       | -                   |
| 2007 Dettagli | Liberty             | Winthrop            | -                   |
| 2008 Dettagli | Liberty             | Coastal Carolina    | -                   |
| 2009 Dettagli | Coastal Carolina    | Liberty             | -                   |
| 2010 Dettagli | High Point          | Liberty             | -                   |
| 2011 Dettagli | Liberty             | Radford             | -                   |
| 2012 Dettagli | Liberty             | Coastal Carolina    | -                   |
| 2013 Dettagli | Radford             | Coastal Carolina    | -                   |
| 2014 Dettagli | Coastal Carolina    | Radford             | -                   |
| 2015 Dettagli | Coastal Carolina    | Campbell            | -                   |
| 2016 Dettagli | High Point          | Radford             | -                   |
| 2017 Dettagli | Radford             | High Point          | -                   |
| 2018 Dettagli | High Point          | Radford             | -                   |
| 2019 Dettagli | Winthrop            | Campbell            | -                   |
| 2020 Dettagli | High Point          | Campbell            | Charleston Southern |
| 2021 Dettagli | High Point          | Campbell            | Winthrop            |
| 2022 Dettagli | High Point          | Campbell            | -                   |
| 2023 Dettagli | High Point          | Winthrop            | -                   |
| 2024 Dettagli | High Point          | Winthrop            | -                   |

## Palmarès
| Squadre             | Titoli | Stagioni                                       |
| ------------------- | ------ | ---------------------------------------------- |
| High Point          | 8      | 2010, 2016, 2018, 2020, 2021, 2022, 2023, 2024 |
| Liberty             | 7      | 1997, 1999, 2001, 2007, 2008, 2011, 2012       |
| Radford             | 6      | 1987, 1990, 1993, 2000, 2013, 2017             |
| Winthrop            | 6      | 2002, 2003, 2004, 2005, 2006, 2019             |
| Coastal Carolina    | 5      | 1996, 1998, 2009, 2014, 2015                   |
| Charleston Southern | 3      | 1986, 1988, 1989                               |
| UNC Asheville       | 2      | 1991, 1992                                     |
| Towson              | 1      | 1994                                           |
| UM Baltimore County | 1      | 1995                                           |